# Forteresse d'Eketorp
La forteresse d'Eketorp (en suédois Eketorps borg) est une forteresse de l'âge du fer située au Sud-Est de l'île d'Öland, sur la plaine de Stora Alvaret en Suède.
Elle fut construite autour de l'an 300-400, selon une architecture caractéristique des forts circulaires, probablement justifiée par le fait que le paysage est très plat et qu'une attaque peut venir de toute direction. Cette forteresse avait un diamètre d'environ 57 m et était construite en calcaire. Au VIe siècle, elle est agrandie et atteint 80 m de diamètre, et accueille cette fois une population permanente en son sein. Elle est finalement abandonnée au VIIe siècle pour des raisons inconnues. La fortification est reprise au Moyen Âge, entre 1170 et 1240, et un nouveau mur est construit autour du premier, atteignant un diamètre final de près de 120 m. Les activités sont maintenant probablement plus tournées vers l'artisanat et le commerce que dans les phases précédentes.
De grandes fouilles ont été entreprises au XXe siècle, en particulier en 1974, déterrant pas moins de 24 000 objets. Le mur d'enceinte fut reconstruit ainsi que quelques maisons dans des styles de l'âge de fer et du Moyen Âge. Un musée fut constitué au sein de la structure en 1984, exposant une sélection des objets trouvés. C'est aujourd'hui un site touristique important et il est protégé au sein du site du patrimoine mondial Paysage agricole du sud d'Öland.

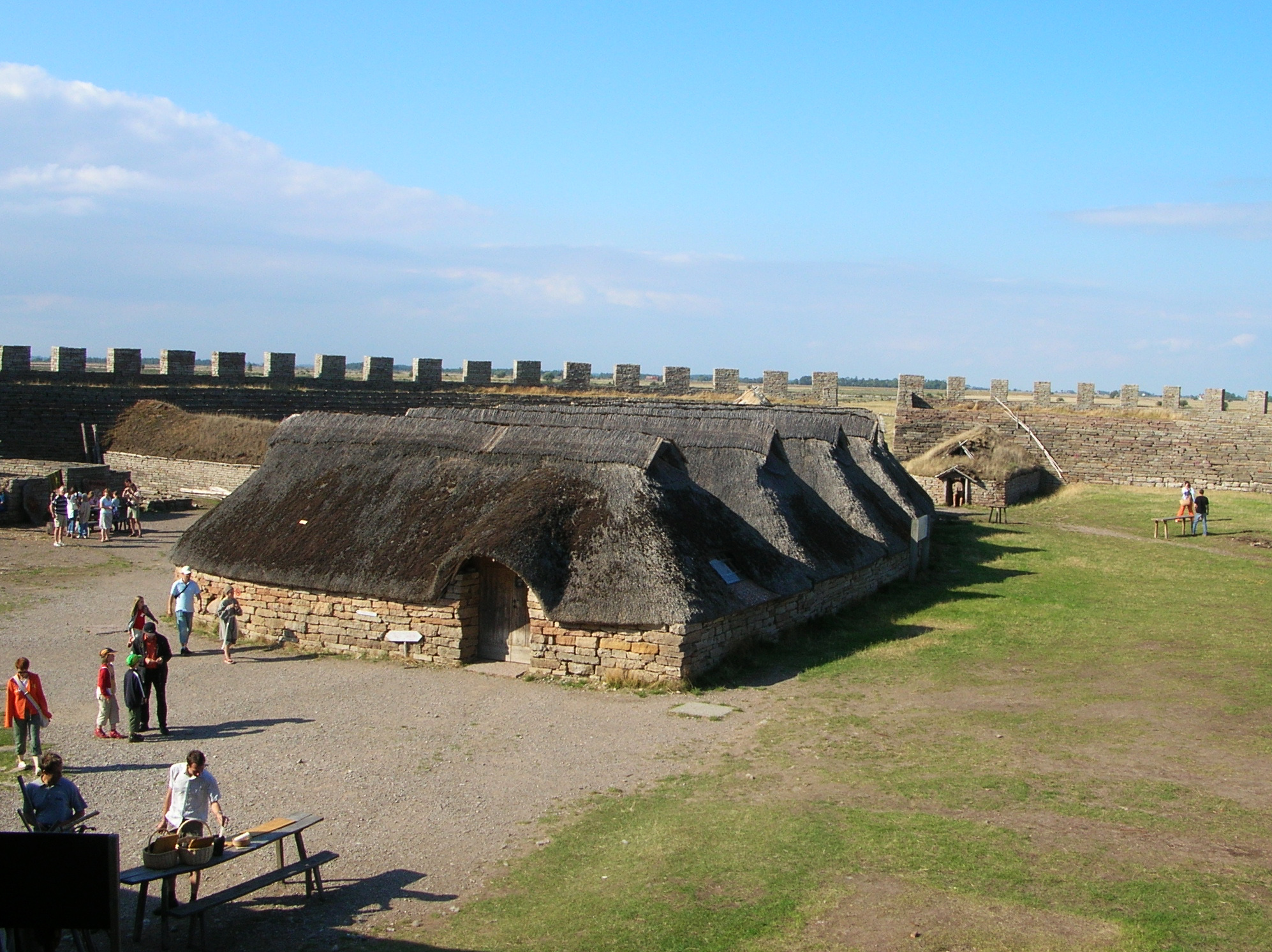
Maisons proto-historiques reconstituées au sein du fort.
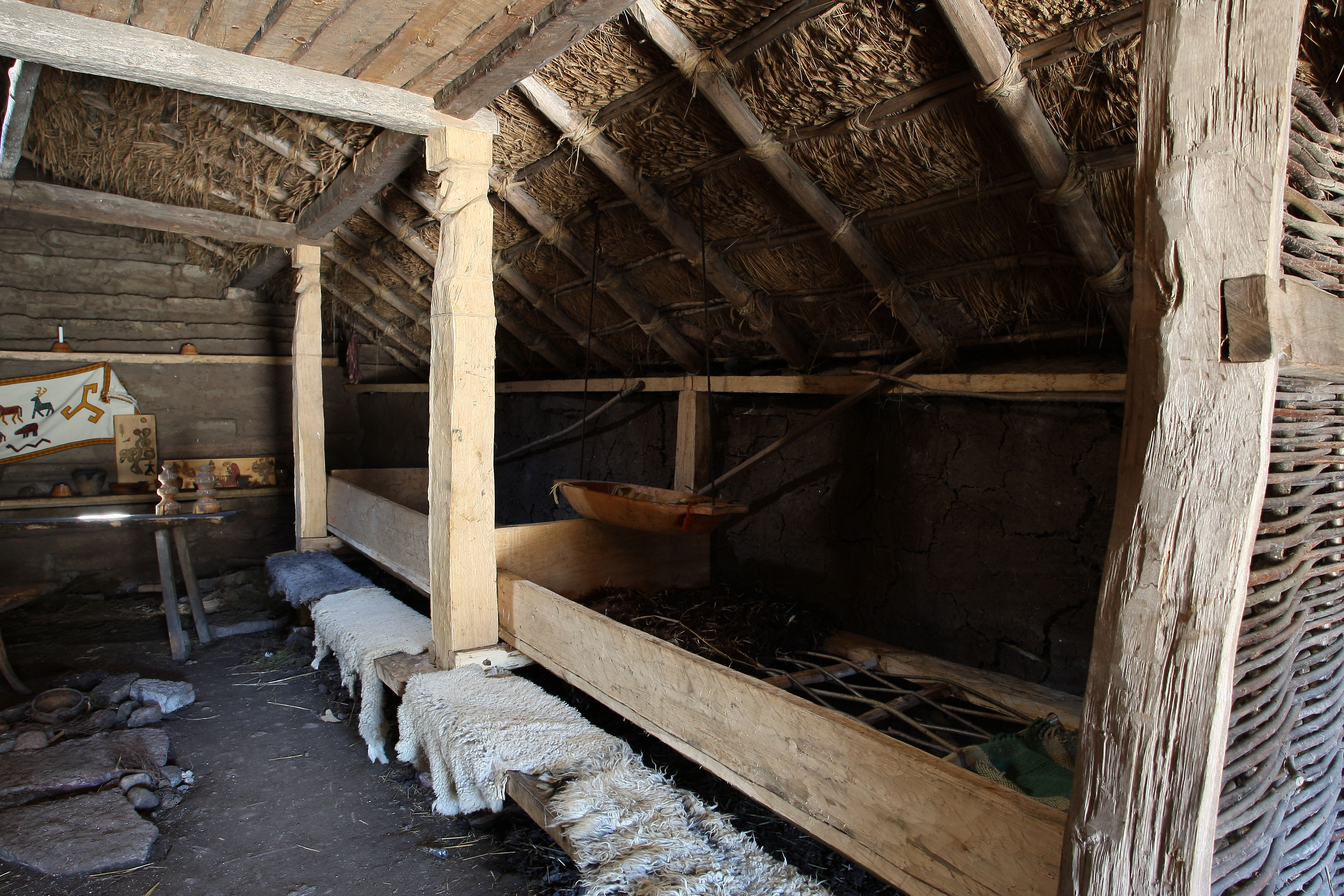
Intérieur d'une des maisons.
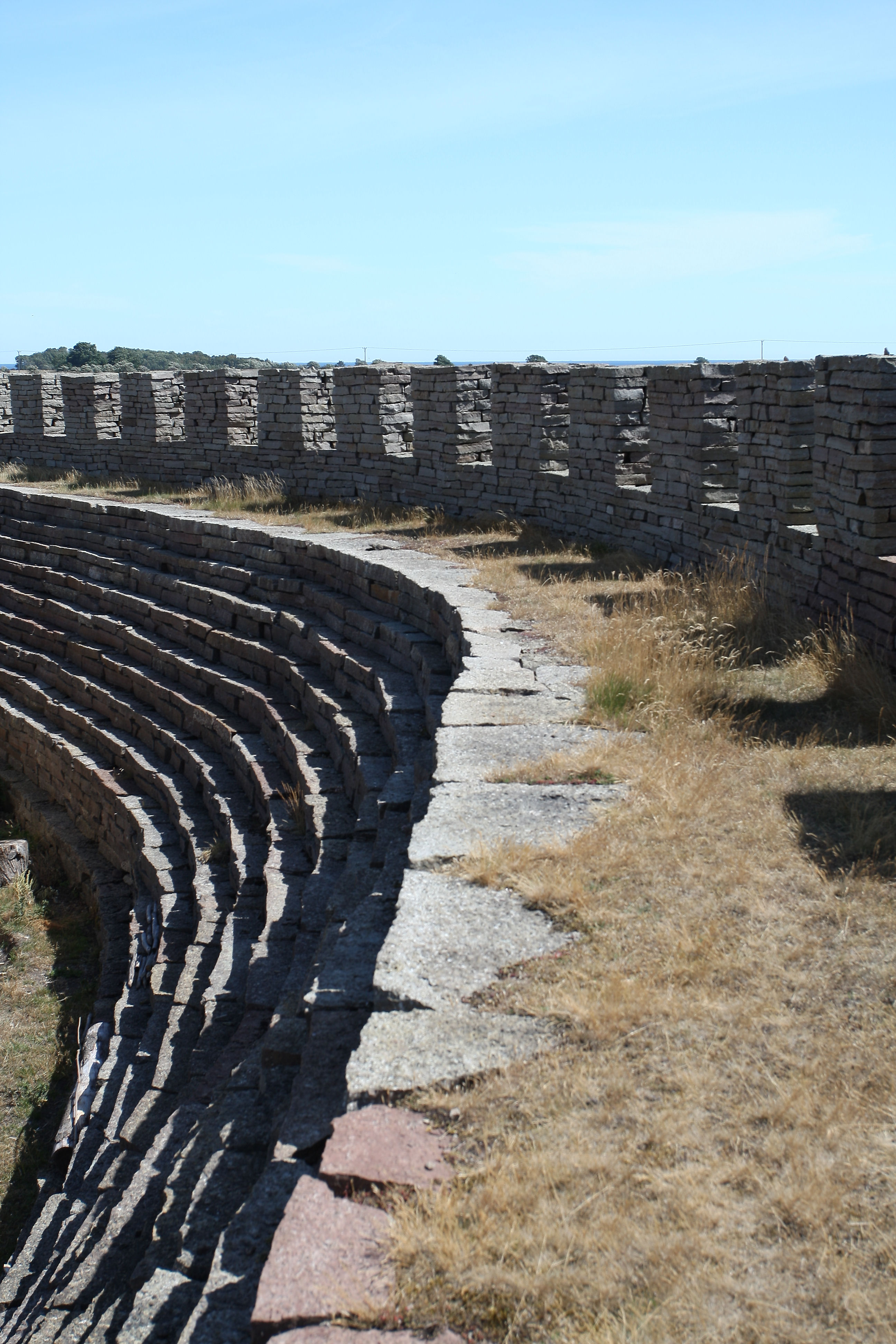
Détails des mûrs